# Woodgreen
Woodgreen – wieś w Anglii, w hrabstwie Hampshire, w dystrykcie New Forest. Leży 30 km na południowy zachód od miasta Winchester i 130 km na południowy zachód od Londynu. W 2001 miejscowość liczyła 537 mieszkańców.